# Tanderup Kirke
Tanderup Kirke er en sengotisk kirke i landsbyen Tanderup, 100 m fra Brænde Å og ca. 20km sydøst for Middelfart. Kirken består af kor, skib og tårn.

## Inventar
Inde i kirken hænger der et maleri, som er en kopi efter et værk af Carl Bloch af Kristus i Emmaus. Et gammelt alterbillede af Jesus i Getsemane Have, fra midten af 1800-tallet er ophængt på skibets nordvæg.